# Randolfo Pacciardi
Randolfo Pacciardi (n. 1 ianuarie 1899, Giuncarico⁠(d), Gavorrano, Toscana, Italia – d. 14 aprilie 1991, Roma, Italia) a fost un politician italian.